# Begnagrad (album)
Begnagrad je debitantski studijski album slovenske avantgardne glasbene skupine Begnagrad, prvič izdan leta 1982 pri ZKP RTV Ljubljana. Album je dosegel nekaj mednarodne pozornosti in v recenziji albuma na portalu AllMusic je bila skupina opisana kot »prvi slovenski kandidat za rock slavo, a nikoli ni bila opažena«.
Njihova pesem "Coc'n rolla (Ljubljana ponoči)" je postala slavna na internetu, ko je bila leta 2013 uporabljena v posnetku "Garfielf" uporabnika z imenom PilotRedSun na YouTubu. Video je postal viralen spletni mem in je do junija 2018 zbral 7,8 milijonov ogledov.
Decembra 2012 je bil prirejen dogodek z naslovom "Begnagrad – 30 let prezgodaj", na katerem so nekdanji člani zasedbe vsak posebej odigrali nekaj pesmi, v nasprotju s pričakovanji nekaterih obiskovalcev pa kot združena skupina niso nastopili.

## Seznam pesmi
| Anagrad | Anagrad                                                                                            | Anagrad      | Anagrad |
| Št.     | Naslov                                                                                             | Glasba       | Dolžina |
| ------- | -------------------------------------------------------------------------------------------------- | ------------ | ------- |
| 1.      | „Pjan ska‟                                                                                         | Bratko Bibič | 3:16    |
| 2.      | „Romantična‟                                                                                       | Bibič        | 4:32    |
| 3.      | „Bo že (Če bo)‟                                                                                    | Bibič        | 4:11    |
| 4.      | „Cosa nostra« - a) »Dame in gospodje« - ..) »Artistična skupina Begnagrad« - c) »Vam vošči.......‟ | Bibič        | 7:08    |

| Begnagrad | Begnagrad                        | Begnagrad      | Begnagrad |
| Št.       | Naslov                           | Glasba         | Dolžina   |
| --------- | -------------------------------- | -------------- | --------- |
| 5.        | „Narodna/Kmetska‟                | Bibič          | 5:54      |
| 6.        | „Coc'n rolla (Ljubljana ponoči)‟ | Nino de Gleria | 5:34      |
| 7.        | „Žvižgovska Urška‟               | de Gleria      | 5:03      |

| Bonus pesmi na ponovni izdaji iz 2003 | Bonus pesmi na ponovni izdaji iz 2003                         | Bonus pesmi na ponovni izdaji iz 2003 |
| Št.                                   | Naslov                                                        | Dolžina                               |
| ------------------------------------- | ------------------------------------------------------------- | ------------------------------------- |
| 8.                                    | „Jo di di jo‟                                                 | 0:27                                  |
| 9.                                    | „Tazadnatanova‟                                               | 8:27                                  |
| 10.                                   | „Žvižgovska Urška‟ (v živo, posneto na evropski turneji 1983) | 4:48                                  |
| 11.                                   | „Tazadnatanova‟ (v živo, posneto na evropski turneji 1983)    | 8:28                                  |
| Skupna dolžina:                       | Skupna dolžina:                                               | 57:44                                 |

## Zasedba
Begnagrad
- Bratko Bibič — vokal, harmonika
- Bogo Pečnikar — vokal, klarinet
- Nino de Gleria — bas kitara
- Aleš Rendla — bobni, violina
- Boris Romih — kitara

Tehnično osebje
- Neven Smolčič — produkcija
- Ivo Umek — urednik
- Jure Robežnik — glavni urednik
- Peter Kosmač — fotografija
- Dare Novak — tonski mojster